# بيرني هوبر
بيرني هوبر (بالألمانية: Berni Huber)‏ هو متزحلق جبال الألب ألماني، ولد في 11 يوليو 1967 في Obermaiselstein ‏ في ألمانيا.

## وصلات خارجية
- بيرني هوبر على موقع الاتحاد الدولي للتزلج (التزلج على المنحدرات الثلجية) (الإنجليزية)
- بيرني هوبر على موقع أوليمبيديا (الإنجليزية)